# Barolo chinato
El Barolo Chinato es un vino aromatizado, producido por el agregado de azúcar y alcohol al vino Barolo, en el cual se ponen a macerar diversas clases de especias (antiguamente llamadas drogas, sin por esto hacer referencia a estupefacientes), como la corteza de China calisaia (género Cinchona), el ruibarbo y la raíz de gentiana, de los que se extraen dichos componentes aromáticos.
Por su graduación alcohólica entre 16 y 17 grados y su gusto dulce-amargo es usado como digestivo, aunque también se lo bebe caliente.
Nació en la misma zona de producción del vino Barolo, en Serralunga d'Alba, en Piamonte, a fines del siglo XIX, por obra del farmacéutico Giuseppe Cappellano o de Giulio Cocchi de Asti en 1891. 